# Paul Chevrolet en de ultieme hallucinatie
Paul Chevrolet en de ultieme hallucinatie is een Nederlandse film uit 1985 van Pim de la Parra met in de hoofdrollen Peter Faber en Liz Snoyink
De film is gebaseerd op een origineel scenario van Pim de la Parra en Dorna van Rouveroy. Het budget was 325.000 gulden. De film kreeg lovende kritieken en werd geselecteerd voor het hoofdprogramma van het Filmfest Berlin. In 1985 was het de best bezochte Nederlandse film met ondersteuning van het Fonds voor de Nederlandse Film. Mede door dit succes werd de volgende film van De la Parra ondersteund door het Productiefonds.

## Verhaal
Op zijn fiets doolt Leopold door Amsterdam. Onder het pseudoniem Paul Chevrolet schrijft hij detectiveromans die redelijk succesvol zijn. Hij kan er zijn alimentatie van betalen, maar voor de rest is het geen vetpot. De held uit zijn boeken, 'Scotty', beleeft zijn avonturen in Amsterdam waar hij voortdurend in contact komt met maffiabaas Boy Pappa. Het is niet helemaal duidelijk waar de werkelijkheid voor Leopold/Paul ophoudt en de fantasie begint. Veel lijkt zich af te spelen in een voortdurende hallucinatie van de schrijver. Als Paul niet schrijft of fietst, bezoekt hij zijn vrienden, zoals zijn excentrieke jeugdvriendin Charlotte, die gehuwd is met de cynische Herman, of de prostituee Paloma die hem allerlei verhalen vertelt.
Zijn uitgeefster Elizabet is woedend op hem. Hij heeft drie jaar besteed aan het boek De ultieme hallucinatie, een psychologisch betoog over de liefde, maar Elizabet wil een nieuwe Paul Chevrolet. De dochter van Elizabet ontfermt zich over Leopold en begint een verhouding met hem. Inmiddels worden de hallucinaties steeds sterker en Boy Pappa begint het leven van de schrijver te infiltreren als ex-minnaar van Paloma en op zeker moment zelfs als zijn alter ego. Uiteindelijk weet Leopold zijn hallucinaties te overwinnen en terug te keren naar zijn meer evenwichtige echtgenote.

## Rolverdeling
| Acteur            | Personage              |
| ----------------- | ---------------------- |
| Peter Faber       | Leopold/Paul Chevrolet |
| Jenny Arean       | Willie                 |
| Liz Snoyink       | Suzanne                |
| Ellen Vogel       | Elizabet               |
| Cas Enklaar       | Herman du Bois         |
| Moniek Toebosch   | Charlotte              |
| Frances Sanders   | Paloma                 |
| Lizette Oosthoek  | Marina                 |
| Suzanne Wouters   | Alexandra              |
| Eddie Constantine | Boy Pappa              |

## Achtergrond
Begin jaren zeventig van de vorige eeuw was Pim de la Parra een van de topregisseurs van Nederland. Samen met regisseur Wim Verstappen had hij in 1967 Scorpio films opgericht en het duo maakte een aantal zeer succesvolle films die ook financieel goed uitpakten, zoals Blue Movie uit 1971. In 1976 ging De la Parra failliet bij de productie van de film Wan Pipel. Jaren leefde de regisseur van de financiële ondersteuning van zijn vader, totdat de laatste in 1983 gedwongen werd hiermee op te houden. Na zijn comeback met Paul Chevrolet en de ultieme hallucinatie in 1985 maakte hij Odyssée d'Amour, met een budget van 1,3 miljoen gulden de duurste film in zijn carrière. Hierna begon hij in korte tijd en met minimale middelen opgenomen speelfilms maken, de zogenaamde 'minimal movies'. De eerste was Lost in Amsterdam in 1989. Paul Chevrolet werd in twaalf opnamedagen gedraaid voor een budget van 325.000 gulden, ongeveer 150.000 euro, iets meer dus dan Pim's meeste Scorpio-producties. De filmdialogen zijn voor een klein gedeelte geïmproviseerd, terwijl het scenario volgens het Utrechts Nieuwsblad weinig voorstelde. 'De film moet het vooral hebben van verschillende sterke scènes die nauwelijks iets met elkaar te maken hebben en de uitstekende acteerprestaties,' vond deze krant. De meeste andere kritieken waren zeer lovend. Peter van Bueren sprak in De Volkskrant over 'De meer gelukkige terugkeer van Pim de la Parra naar het land van Rembrandt.' De Haagsche Courant oordeelde: 'Een levendige "La Dolce Vita" van het Amsterdam van 1985.' De Filmkrant (Jan Heijs) noemde de rol van Peter Faber 'zijn beste rol ooit.' Actrice Liz Snoyink speelde haar eerste filmhoofdrol, terwijl de al bijna vergeten filmlegende Eddie Constantine werd opgetrommeld om nog zijn stempel op de film te drukken. De meeste critici vonden de film mooi en sfeervol gefilmd en inhoudelijk interessant. Het Utrechts Nieuwsblad sprak van 'een wat doelloos verhaal.' In 1985 was het de best bezochte Nederlandse film met ondersteuning van het Fonds voor de Nederlandse Film.